# Крамер, Йозеф (комендант концлагеря)
Йо́зеф Кра́мер (нем. Josef Kramer; 10 ноября 1906, Мюнхен, Германская империя — 13 декабря 1945, Хамельн, Британская зона оккупации Германии) — гауптштурмфюрер СС, комендант концлагерей Берген-Бельзен, Биркенау и Нацвейлер-Штрутгоф. После окончания войны на Бельзенском процессе был приговорен к смертной казни за военные преступления и повешен.

## Биография
Йозеф Крамер родился 10 ноября 1906 года в Мюнхене в семье среднего класса. Его отец был аудитором на государственной службе. Рос в строгой католической обстановке. В 1913 году семья переехала в Аугсбург, где Йозеф Крамер пошел в народную школу. С 1920 года учился на электрика, потом посещал коммерческое училище и после трех лет обучения работал бухгалтером в универмаге. В 1925 году потерял работу из-за тяжелого экономического положения своего работодателя. Последующие девять лет был безработным, подрабатывал разносчиком и проживал в доме своих родителей.
1 декабря 1931 года вступил в НСДАП (билет № 753597). 20 июня 1932 года был зачислен в ряды СС (№ 32217). В Аугсбурге служил во 2-й роте 29-го штандарта СС, где познакомился с будущим комендантом Гансем Лорицем. В октябре 1933 года устроится на работу в налоговое управление в Аугсбурге. С январе 1934 года работал в ЗАГСе Аугсбурга, где занимался составлением записей по рождению, заключению браков и смерти.
С ноября 1934 по июнь 1936 года служил писарем в комендатуре концлагеря Эстервеген. После закрытия Эстервегена был переведён в концлагерь Дахау, где также работал писарем в комендатуре. С июня 1937 по август 1938 год служил в концлагере Заксенхаузен, где занимал должность адъютанта, а потом стал начальника отдела почты. В августе 1938 года стал адъютантом коменданта концлагеря Маутхаузен Франца Цирайса. С мая по ноябрь 1940 года был адъютантом коменданта концлагеря Освенцим Рудольфа Хёсса. До апреля 1941 года проходил учебный курс в концлагере Дахау. С апреля 1941 по май 1942 года был шуцхафтлагерфюрером в концлагере Нацвейлер-Штрутгоф на оккупированной территории Франции. В октябре 1942 года стал комендантом лагеря.
Под его руководством в Нацвейлере была построена газовая камера для экспериментов на людях, проводимых немецким научным обществом Аненербе, о завершении строительства которой он доложил 12 апреля 1943 года. В августе 1943 года Крамер приказал доставить 86 заключенных из Освенцима для уничтожения в газовой камере, чтобы пополнить печально известную «коллекцию черепов и скелетов» профессора анатомии Августа Хирта из Страсбургского университета. Крамер лично руководил уничтожением узников и наблюдал за предсмертными муками жертв через окно. Весной 1943 года был награжден крестом «За военные заслуги» второго класса.
В мае 1944 года Крамер сменил на посту начальника комплекса Биркенау Фридриха Хартьенштайна, который, в свою очередь, был переведен в Нацвейлер. В мае 1944 года в Освенциме проходила так называемая «венгерская операция» — убийство сотен тысяч венгерских евреев. Газовые камеры и крематории находились в лагерном комплексе Биркенау, за них непосредственно отвечал гауптшарфюрер СС Отто Моль. Выжившая узница Освенцима Ольга Ленгель столкнулась с Крамером во время отбора в лазарете женского лагеря, где, по ее свидетельству, он «размозжил череп одной из заключенных женщин ударом дубинки во время погрузки жертв на грузовики».
2 декабря 1944 года Крамер стал комендантом концлагеря Берген-Бельзен. Он взял с собой в Берген-Бельзен часть своего прежнего персонала. Под руководством Крамера условия содержания в лагере резко ухудшились. В конце войны в Берген-Бельзен было направлено большое количество эвакуационных транспортов из других концлагерей, в результате чего лагерь был полностью переполнен, а ухудшение снабжения и эпидемии повысили массовую смертность среди заключенных.
Незадолго до освобождения лагеря Крамер приказал уничтожить документы комендатуры и поручил заключенным убрать тысячи трупов, валявшихся на территории лагеря. В январе 1945 года все же был награжден крестом «За военные заслуги» 1-го класса.
15 апреля 1945 года концлагерь Берген-Бельзен был передан 11-й танковой дивизии британской армии. 17 апреля 1945 года Крамер был арестован и 18 апреля доставлен в лагерь для военнопленных в Целле. В начале мая 1945 года его ненадолго перевели в бельгийский город Дист, а затем вернули в Целле. На допросах Крамер охотно давал показания: он описал свою биографию, а также рассказал о совершенных преступлениях: например, он признался как в концлагере Нацвейлер уничтожил в газовой камере 86 евреев, не испытав никаких эмоций.
Британская общественность называла Крамера «бельзенским зверем». Он предстал перед британским военным трибуналом по обвинению в совершении военных преступлениям и преступлениях против человечества на Бельзенском процессе, начавшимся 17 сентября 1945 года. Суд проходил в специально переоборудованном для этой цели спортзале в Люнебурге. В его случае рассматривались не только преступления, совершенные в Берген-Бельзене, но и преступления, совершенные в Освенциме, как и в случае с десятью другими подсудимыми. В начале процесса Крамер, как и все остальные обвиняемые, не признал себя виновным.
17 ноября 1945 года Крамер был приговорен к смертной казни через повешение. 18 ноября он подал прошение о помиловании на имя британского фельдмаршала Бернарда Монтгомери. В нем он возложил вину за катастрофические условия в Берген-Бельзене на своих начальников, сослался на обстоятельства, связанные с войной, а себя назвал исполнителем приказов, который «жертвенно» и «безропотно» выполнял свой долг, не бежал «трусливо» перед сдачей лагеря, а добросовестно остался на месте «из заботы о вверенных ему заключенных» и заключил следующее: «Я полностью невиновен в инкриминируемых мне преступлениях как в Берген-Бельзене, так и в Освенциме. Я — не военный преступник. Я не убивал ни одного человека по собственной инициативе. Я был всего лишь солдатом и как таковой выполнял приказы своих военачальников». Прошение о помиловании было отклонено.
13 декабря 1945 года приговор был приведен в исполнение Альбертом Пирпойнтом в тюрьме Хамельна.

## Комментарии
1. ↑  Должностное лицо, одно из наиболее важных в лагерной администрации. В его ведении находились все вопросы, касавшиеся заключенных; одновременно возглавляя 3-й отдел комендатуры, шуцхафтлагерфюрер являлся ближайшим помощником коменданта и его первым заместителем.